# بيترو لوكاتيلي
بيترو لوكاتيلي (بالإنجليزية: Pietro Locatelli)‏ (و. 1695 – 1764 م) هو ملحن من، ولد في بيرغامو، توفي في أمستردام، عن عمر يناهز 69 عاماً.

## روابط خارجية
- بيترو لوكاتيلي على موقع IMDb (الإنجليزية)
- بيترو لوكاتيلي على موقع الموسوعة البريطانية (الإنجليزية)
- بيترو لوكاتيلي على موقع ميوزك برينز (الإنجليزية)
- بيترو لوكاتيلي على موقع أول ميوزيك (الإنجليزية)
- بيترو لوكاتيلي على موقع ديسكوغز (الإنجليزية)